# Boštjan Buč
Boštjan Buč, slovenski atlet, * 13. april 1980, Slovenj Gradec, Slovenija.
Boštjan Buč je bil član slovenske odprave na olimpijskih igrah v Atenah 2004. Leta 2012 je dobil 12-mesečno kazen zaradi dopinga.

## Rekordi
Državni rekord 8:16.96 - 3000 m zapreke;
Državni rekord 5:29.95 - 2000 m zapreke